# Rhomphaea lactifera
Rhomphaea lactifera là một loài nhện trong họ Theridiidae.
Loài này thuộc chi Rhomphaea. Rhomphaea lactifera được Eugène Simon miêu tả năm 1909.